# Convocazioni per il Campionato CONCACAF 1973
Elenco dei giocatori convocati da ciascuna Nazionale partecipante ai Campionato CONCACAF 1973.
L'età dei giocatori è relativa al 29 novembre 1973, data di inizio della manifestazione.

## Antille Olandesi
Commissario tecnico: Wilhelm Canword
| N. | Pos. | Giocatore           | Data nascita (età) | Pres. | Squadra           |
| -- | ---- | ------------------- | ------------------ | ----- | ----------------- |
|    | P    | Carlos Bernardina   |                    | -     | Jong Colombia     |
|    | P    | Anthony Raven       |                    | -     | Jong Colombia     |
|    | P    | Eddy Zinhagel       |                    | -     | Veendam           |
|    | D    | Siegfried Brunken   |                    | -     | Victory Boys      |
|    | D    | Reginald Clemencia  |                    | -     | Jong Colombia     |
|    | D    | Johnny Coster       |                    | -     | Jong Colombia     |
|    | D    | Erwin Melfor        |                    | -     | Veendam           |
|    | D    | Johannes Mollis     |                    | -     | Veendam           |
|    | C    | Antonio Bonifacio   |                    | -     | Jong Colombia     |
|    | C    | Elio Flores         |                    | -     | Juventus          |
|    | C    | Mouris Maria        |                    | -     | Centro Dominguito |
|    | C    | Errol St. Jago      |                    | -     | Juventus          |
|    | C    | Hyacintho Tromp     |                    | -     | Bubali            |
|    | A    | Remolder Djaoen     |                    | -     | Centro Barber     |
|    | A    | Humphrey Koots      |                    | -     | Victory Boys      |
|    | A    | Siegfried Schoop    |                    | -     | SUBT              |
|    | A    | Adelbert Toppenberg |                    | -     | SUBT              |
|    | A    | Franklin Victoria   |                    | -     | Jong Colombia     |
|    | A    | Errol Virginie      |                    | -     | Sithoc            |
|    | A    | Guillermo Zimmerman |                    | -     | Jong Colombia     |

## Guatemala
Commissario tecnico:  Néstor Valdés
| N. | Pos. | Giocatore            | Data nascita (età)          | Pres. | Squadra            |
| -- | ---- | -------------------- | --------------------------- | ----- | ------------------ |
|    | P    | Rómulo Estrada       |                             | -     | Aurora             |
|    | P    | Jorge Antonio Galán  |                             | -     | Comunicaciones     |
|    | P    | Víctor Hugo Guerra   |                             | -     | Aurora             |
|    | D    | Julio Gómez          | 28 ottobre 1954 (19 anni)   | -     | Aurora             |
|    | D    | Horacio Hasse        | 13 luglio 1945 (28 anni)    | -     | Cementos Novella   |
|    | D    | Alberto López        | 10 marzo 1944 (29 anni)     | -     | CSD Municipal      |
|    | D    | Octavio López        | 25 marzo 1948 (25 anni)     | -     | Aurora             |
|    | D    | Armando Melgar       | 25 novembre 1944 (29 anni)  | -     | CSD Municipal      |
|    | D    | Carlos Monterroso    | 28 luglio 1948 (25 anni)    | -     | Cementos Novella   |
|    | D    | Carlos Roberto Ochoa | 17 aprile 1945 (28 anni)    | -     | Cementos Novella   |
|    | D    | Luis Villavicencio   | 3 febbraio 1950 (23 anni)   | -     | Comunicaciones     |
|    | C    | Edgar Bolaños        | 20 febbraio 1951 (22 anni)  | -     | Comunicaciones     |
|    | C    | Benjamín Monterroso  | 1º settembre 1952 (21 anni) | -     | CSD Municipal      |
|    | C    | Jorge Roldán         | 16 novembre 1940 (33 anni)  | -     | Aurora             |
|    | C    | Bobby Tally          | 24 settembre 1951 (22 anni) | -     | Cementos Novella   |
|    | A    | Julio César Anderson | 27 novembre 1947 (26 anni)  | -     | CSD Municipal      |
|    | A    | Marco Fión           | 17 gennaio 1947 (26 anni)   | -     | Aurora             |
|    | A    | Edgar González       | 1º febbraio 1948 (25 anni)  | -     | Aurora             |
|    | A    | Víctor Hugo Méndez   |                             | -     | Aurora             |
|    | A    | René Morales         | 22 febbraio 1953 (20 anni)  | -     | Aurora             |
|    | A    | Peter Sandoval       | 22 aprile 1947 (26 anni)    | -     | Comunicaciones     |
|    | A    | David Stokes         | 4 gennaio 1946 (27 anni)    | -     | Juventud Retalteca |

## Haiti
Commissario tecnico:  Ettore Trevisan
| N. | Pos. | Giocatore             | Data nascita (età)          | Pres. | Squadra      |
| -- | ---- | --------------------- | --------------------------- | ----- | ------------ |
|    | P    | Henri Françillon      | 26 maggio 1946 (27 anni)    | -     | Victory      |
|    | P    | Gérard Joseph         | 22 ottobre 1949 (24 anni)   | -     | RC Haïtien   |
|    | P    | Wilner Piquant        | 12 ottobre 1949 (24 anni)   | -     | Violette     |
|    | D    | Fritz André           | 18 settembre 1946 (27 anni) | -     | Violette     |
|    | D    | Arsène Auguste        | 3 febbraio 1951 (22 anni)   | -     | RC Haïtien   |
|    | D    | Claude Barthélemy     | 9 maggio 1945 (28 anni)     | -     | RC Haïtien   |
|    | D    | Pierre Bayonne        | 11 giugno 1949 (24 anni)    | -     | Violette     |
|    | D    | Serge Ducosté         | 4 febbraio 1944 (29 anni)   | -     | Aigle Noir   |
|    | D    | Formose Gilles        | 22 ottobre 1942 (31 anni)   | -     | Violette     |
|    | D    | Joseph-Marion Leandré | 9 maggio 1945 (28 anni)     | -     | RC Haïtien   |
|    | D    | Wilfried Louis        | 25 ottobre 1949 (24 anni)   | -     | Don Bosco    |
|    | D    | Wilner Nazaire        | 30 marzo 1950 (23 anni)     | -     | Valenciennes |
|    | D    | Serge Racine          | 9 ottobre 1951 (22 anni)    | -     | Aigle Noir   |
|    | C    | Eddy Antoine          | 27 agosto 1949 (24 anni)    | -     | RC Haïtien   |
|    | C    | Jean-Claude Désir     | 8 agosto 1946 (27 anni)     | -     | Aigle Noir   |
|    | C    | Guy François          | 18 settembre 1947 (26 anni) | -     | Violette     |
|    | C    | Ernst Jean-Joseph     | 11 giugno 1948 (25 anni)    | -     | Violette     |
|    | C    | Philippe Vorbe        | 14 settembre 1947 (26 anni) | -     | Violette     |
|    | A    | Fritz Leandré         | 13 marzo 1948 (25 anni)     | -     | RC Haïtien   |
|    | A    | Emmanuel Sanon        | 25 giugno 1951 (22 anni)    | -     | Don Bosco    |
|    | A    | Guy Saint-Vil         | 21 ottobre 1942 (31 anni)   | -     | RC Haïtien   |
|    | A    | Roger Saint-Vil       | 8 dicembre 1949 (23 anni)   | -     | Violette     |

## Honduras
Commissario tecnico: Carlos Padilla
| N. | Pos. | Giocatore              | Data nascita (età)         | Pres. | Squadra     |
| -- | ---- | ---------------------- | -------------------------- | ----- | ----------- |
|    | P    | José Nazar             | 7 settembre 1953 (20 anni) | -     | Motagua     |
|    | P    | Samuel Sentini         | 1948 (24-25 anni)          | -     | Olimpia     |
|    | P    | Jimmy Steward          | 9 dicembre 1946 (26 anni)  | -     | Platense    |
|    | D    | Mauricio Álvarez       |                            | -     | Real España |
|    | D    | Selvin Cárcamo         | 25 maggio 1949 (24 anni)   | -     | Olimpia     |
|    | D    | José Luis Cruz         | 12 giugno 1949 (24 anni)   | -     | Motagua     |
|    | D    | José María Durán       |                            | -     | Motagua     |
|    | D    | Miguel Ángel Matamoros | 10 maggio 1949 (24 anni)   | -     | Olimpia     |
|    | D    | Ernesto Ramírez        |                            | -     | Real España |
|    | D    | Jaime Villegas         | 5 luglio 1950 (23 anni)    | -     | Real España |
|    | C    | Marcos Banegas         |                            | -     | Motagua     |
|    | C    | Julio Bonilla          |                            | -     | Marathón    |
|    | C    | Mariano Godoy          |                            | -     | Motagua     |
|    | C    | Ángel Paz              | 28 ottobre 1950 (23 anni)  | -     | Olimpia     |
|    | C    | Estanislao Ortega      | 16 novembre 1950 (23 anni) | -     | Real España |
|    | A    | Rubén Guifarro         | 14 ottobre 1946 (27 anni)  | -     | Motagua     |
|    | A    | Mario Blandón          |                            | -     | Motagua     |
|    | A    | Jorge Bran             | 1º giugno 1948 (25 anni)   | -     | Motagua     |
|    | A    | Rigoberto Gómez        | 16 novembre 1944 (29 anni) | -     | Olimpia     |
|    | A    | Óscar Hernández        | 30 novembre 1950 (22 anni) | -     | Motagua     |
|    | A    | Reynaldo Mejía         | 29 luglio 1946 (27 anni)   | -     | Olimpia     |
|    | A    | Rigoberto Sosa         | 12 novembre 1951 (22 anni) | -     | Olimpia     |

## Messico
Commissario tecnico: Javier de la Torre
| N. | Pos. | Giocatore             | Data nascita (età)          | Pres. | Squadra          |
| -- | ---- | --------------------- | --------------------------- | ----- | ---------------- |
| 1  | P    | Ignacio Calderón      | 13 dicembre 1943 (29 anni)  | -     | Guadalajara      |
| 2  | D    | Genaro Bermúdez       | 3 settembre 1950 (23 anni)  | -     | Pumas UNAM       |
| 3  | D    | Javier Guzmán         | 9 gennaio 1945 (28 anni)    | -     | Cruz Azul        |
| 4  | D    | Guillermo Hernández   | 25 giugno 1942 (31 anni)    | -     | América          |
| 5  | D    | Javier Sánchez        | 26 novembre 1947 (26 anni)  | -     | Cruz Azul        |
| 6  | C    | Antonio de la Torre   | 21 settembre 1951 (22 anni) | -     | Pumas UNAM       |
| 7  | C    | Héctor Pulido         | 20 dicembre 1942 (30 anni)  | -     | Cruz Azul        |
| 8  | A    | Fernando Bustos       | 1º agosto 1944 (29 anni)    | -     | Cruz Azul        |
| 9  | A    | Enrique Borja         | 30 dicembre 1945 (27 anni)  | -     | América          |
| 10 | C    | Pepe Delgado          | 10 gennaio 1947 (26 anni)   | -     | Atlas            |
| 11 | C    | Leonardo Cuéllar      | 14 gennaio 1952 (21 anni)   | -     | Pumas UNAM       |
| 12 | P    | Héctor Brambila       | 8 luglio 1950 (23 anni)     | -     | Atlas            |
| 13 | D    | Eduardo Ramos         | 8 novembre 1949 (24 anni)   | -     | Toluca           |
| 14 | D    | Juan Manuel Álvarez   | 12 aprile 1948 (25 anni)    | -     | Atlético Español |
| 15 | D    | Arturo Vázquez Ayala  | 26 giugno 1949 (24 anni)    | -     | Pumas UNAM       |
| 16 | A    | Cesáreo Victorino     | 8 febbraio 1947 (26 anni)   | -     | Jalisco          |
| 17 | A    | Manuel Lapuente       | 15 maggio 1944 (29 anni)    | -     | Puebla           |
| 18 | A    | José de Jesús Valdez  | 1º giugno 1947 (26 anni)    | -     | León             |
| 19 | A    | Ricardo Chavarín      | 3 luglio 1951 (22 anni)     | -     | Atlas            |
| 20 | A    | Octavio Muciño        | 13 maggio 1950 (23 anni)    | -     | Cruz Azul        |
| 21 | A    | Horacio López Salgado | 15 settembre 1948 (25 anni) | -     | América          |
| 22 | P    | Rafael Puente         | 5 febbraio 1950 (23 anni)   | -     | Atlante          |

## Trinidad e Tobago
Commissario tecnico:  Kevin Verity
| N. | Pos. | Giocatore        | Data nascita (età)         | Pres. | Squadra            |
| -- | ---- | ---------------- | -------------------------- | ----- | ------------------ |
|    | P    | Kelvin Barclay   | 26 febbraio 1945 (28 anni) | -     | Malvern            |
|    | P    | Gerald Figueroux | 23 marzo 1943 (30 anni)    | -     | Paragon            |
|    | P    | Devenish Paul    | 16 dicembre 1948 (24 anni) | -     |                    |
|    | D    | Henry Dennie     |                            | -     | Paragon            |
|    | D    | Selris Figaro    | 20 novembre 1946 (27 anni) | -     | Miami Toros        |
|    | D    | Ramon Moraldo    | 18 luglio 1951 (22 anni)   | -     | Forest Reserve     |
|    | D    | Selwyn Murren    | 30 novembre 1944 (28 anni) | -     |                    |
|    | D    | Winston Phillips | 8 febbraio 1945 (28 anni)  | -     |                    |
|    | D    | Lawrence Rondon  | 4 settembre 1949 (24 anni) | -     | Police             |
|    | D    | Russell Tesheira |                            | -     | Malvern            |
|    | C    | Sydney Augustine |                            | -     | Shamrock           |
|    | C    | Leon Carpette    | 10 aprile 1950 (23 anni)   | -     | Paragon            |
|    | C    | Everald Cummings | 28 agosto 1948 (25 anni)   | -     | N.Y. Cosmos        |
|    | C    | Tony Douglas     | 16 agosto 1952 (21 anni)   | -     | Point Fortin Civic |
|    | C    | Peter Mitchell   | 19 ottobre 1953 (20 anni)  | -     |                    |
|    | C    | Dennis Morgan    |                            | -     |                    |
|    | A    | Warren Archibald | 1º agosto 1948 (25 anni)   | -     | Miami Toros        |
|    | A    | Leo Brewster     | 31 ottobre 1950 (23 anni)  | -     | Point Fortin Civic |
|    | A    | Wilfried Cave    | 23 maggio 1948 (25 anni)   | -     | Caroni             |
|    | A    | Steve David      | 11 marzo 1951 (22 anni)    | -     | Police             |
|    | A    | Steve Khan       | 26 agosto 1948 (25 anni)   | -     |                    |
|    | A    | Raymond Roberts  | 31 gennaio 1950 (23 anni)  | -     |                    |